# Etlingera rosamariae
Etlingera rosamariae är en enhjärtbladig växtart som beskrevs av Axel Dalberg Poulsen och Gobilik. Etlingera rosamariae ingår i släktet Etlingera och familjen Zingiberaceae. Inga underarter finns listade i Catalogue of Life.